# Port lotniczy Windhuk

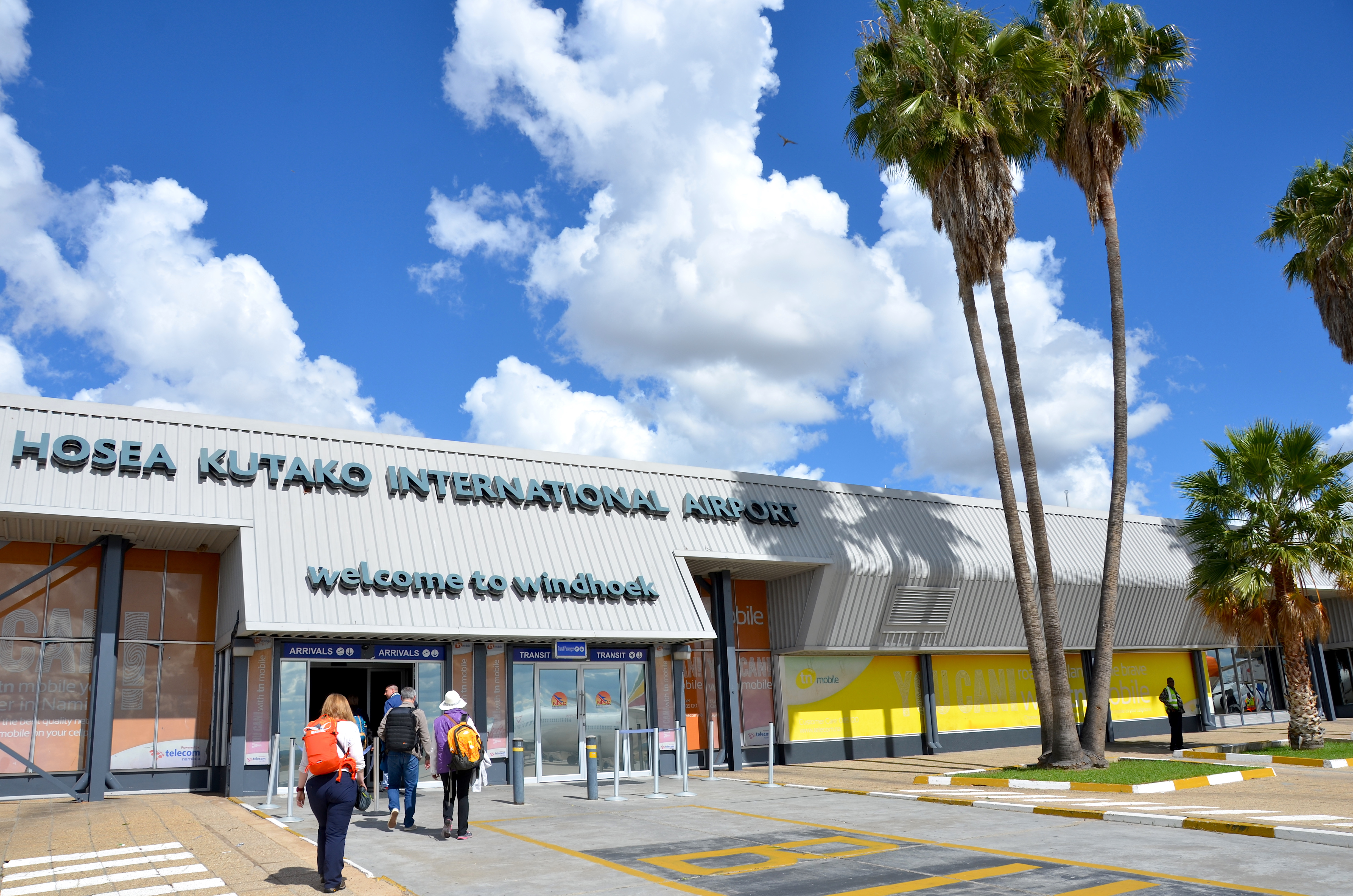
Wejście do terminalu

Port lotniczy Windhuk (ang. Windhoek Hosea Kutako International Airport) – międzynarodowy port lotniczy położony 45 km na wschód od Windhuku. Lotnisko zostało otwarte w 1965 roku jako port lotniczy J.G. Strijdom'a. Lotnisko nosi imię Hosea Kutako od 1990 roku. Jest największym portem lotniczym Namibii. 
W 2018 obsłużył 1 083 794 pasażerów
| Rok  | Liczba pasażerów | Liczba lotów |
| ---- | ---------------- | ------------ |
| 2003 | 251 715          | 6245         |
| 2004 | 258 301          | 6823         |
| 2005 | 564 310          | 14 259       |
| 2006 | 650 234          | 14 822       |
| 2007 | 693 671          | 16 329       |
| 2008 | 715 311          | 17 049       |
| 2009 | 681 317          | 15 590       |
| 2010 | 681 817          | 14 978       |
| 2011 | 746 457          | 15 052       |
| 2012 | 815 087          | 17 514       |
| 2013 | 765 657          | 13 687       |
| 2014 | 794 780          | 14 381       |
| 2015 | 773 721          | 14 940       |
| 2016 | 809 442          | 14 583       |
| 2017 | 938 499          | 17 306       |
| 2018 | 1 083 794        | 18 110       |

## Linie lotnicze i połączenia
| Linia lotnicza        | Kierunek                                                                   |
| --------------------- | -------------------------------------------------------------------------- |
| Airlink               | 1. Kapsztad 2. Johannesburg                                                |
| Discover Airlines     | 1. Frankfurt Sezonowo: 1. Monachium (od 1 kwietnia 2025) 2. Victoria Falls |
| Ethiopian Airlines    | 1. Addis Abeba                                                             |
| FlyNamibia            | 1. Kapsztad 2. Maun 3. Victoria Falls 4. Walvis Bay                        |
| Westair Aviation      | 1. Etosza 2. Mokuti Lodge 3. Swakopmund 4. Sossusvlei 5. Twyfelfontein     |
| South African Airways | 1. Johannesburg                                                            |
| TAAG Angola Airlines  | 1. Luanda                                                                  |